# Кнудсен, Лина
Ли́на А́льминд Кну́́дсен (дат. Lina Almind Knudsen; род. 17 декабря 1985, Ульдум, Центральная Ютландия) — датская кёрлингистка.
В составе женской команды Дании участница зимних Олимпийских игр 2018 года.

## Достижения
- Чемпионат Дании по кёрлингу среди женщин: золото (2014), серебро (2013, 2016).
- Чемпионат Дании по кёрлингу среди смешанных команд: золото (2018).

## Команды
| Сезон                                          | Четвёртый    | Третий          | Второй                  | Первый          | Запасной                                           | Турниры                               |
| ---------------------------------------------- | ------------ | --------------- | ----------------------- | --------------- | -------------------------------------------------- | ------------------------------------- |
| 2011—12                                        | Мадлен Дюпон | Дениз Дюпон     | Кристин Свенсен         | Лина Кнудсен    |                                                    |                                       |
| 2012—13                                        | Мадлен Дюпон | Дениз Дюпон     | Кристин Свенсен         | Лина Кнудсен    |                                                    | ЧДЖ 2013                              |
| 2013—14                                        | Мадлен Дюпон | Дениз Дюпон     | Кристин Свенсен         | Лина Кнудсен    | Изабелла Клемменсен тренер: Millard Evans          | ЧДЖ 2014 · ЧМ 2014 (10 место)         |
| 2015—16                                        | Мадлен Дюпон | Кристин Свенсен | Дениз Дюпон             | Лина Кнудсен    |                                                    | ЧДЖ 2016                              |
| 2017—18                                        | Мадлен Дюпон | Дениз Дюпон     | Юли Хёг                 | Матильда Хальсе | Лина Кнудсен тренеры: Ульрик Шмидт, Миккель Краусе | ЧЕ 2017 (8 место) ЗОИ 2018 (10 место) |
| 2018—19                                        | Мадлен Дюпон | Дениз Дюпон     | Юли Хёг                 | Матильда Хальсе | Лина Кнудсен тренеры: Ульрик Шмидт                 | ЧЕ 2018 (7 место)                     |
| 2018—19                                        | Мадлен Дюпон | Дениз Дюпон     | Юли Хёг                 | Лина Кнудсен    | Габриэлла Квист тренер: Ульрик Шмидт               | ЧМ 2019 (11 место)                    |
| 2020—21                                        | Мадлен Дюпон | Матильда Хальсе | Дениз Дюпон             | Лина Кнудсен    | Мю Ларсен тренер: Хизер Роджерс                    | ЧМ 2021 (5 место)                     |
| Кёрлинг среди смешанных команд (mixed curling) |              |                 |                         |                 |                                                    |                                       |
| 2017—18                                        | Мадс Нёргор  | Камилла Йенсен  | Asmus Blaedel Jorgensen | Лина Кнудсен    |                                                    | ЧДСК 2018                             |
| 2018—19                                        | Мадс Нёргор  | Камилла Йенсен  | Asmus Blaedel Jorgensen | Лина Кнудсен    | тренер: Джоэл Островски                            | ЧМСК 2018 (9 место)                   |

(скипы выделены полужирным шрифтом)